# Kluczkowice
Kluczkowice – wieś w Polsce położona w województwie lubelskim, w powiecie opolskim, w gminie Opole Lubelskie.
Typ zabudowy: ulicówka. We wsi znajduje się szkoła podstawowa, było gimnazjum.
W latach 1954–1959 wieś należała i była siedzibą władz gromady Kluczkowice, po jej zniesieniu w gromadzie Wrzelowiec. W latach 1975–1998 miejscowość administracyjnie należała do województwa lubelskiego.
Wieś stanowi sołectwo w gminie Opole Lubelskie. Według Narodowego Spisu Powszechnego z roku 2011 wieś liczyła 557 mieszkańców.

## Historia
Kluczkowice w dawnej gminie Wrzelowiec, województwie lubelskim. W 1416 roku zapisano tę wieś jako „Cliczcowice”, jako „Cliczkow” w 1425 r. Długosz nazywa wieś „Clyczkowycze” które należały wówczas do parafii opolskiej (Długosz L.B. t.II s.512, t.III s.545). W spisach poborowych z 1529 roku pisane jako „Cliczkovicze”, „Kluczkowycze” i „Klyczkowycze”. Natomiast w 1531 r. „Kliczkowice” i tak samo w latach 1563 i 1580. Rejestr poborowy województwa lubelskiego z roku 1626 oraz w spisach z następnych lat wymieniane są Kliczkowice. 
Kliczkowice należące do dóbr opolskich w województwie lubelskim w 1704 roku odziedziczyła Teresa Dunin-Borkowska, żona wojewody lubelskiego Stanisława Tarły. W 1721 r. ponownie zapisano tę wieś Kluczkowice i tak już zostało do czasów współczesnych, chociaż sporadycznie w 1747 r. występują jeszcze Kliczkowice. W 1905 roku rozróżniano dwie miejscowości Kluczkowice Duże i Kluczkowice Małe.
Spis z roku 1921 wymienia Kluczkowice wieś z folwarkiem i Kluczkowice Małe wieś, do 1967 roku istniały Kluczkowice wieś i kolonia w gromadzie Wrzelów, w 1970 r. była to jedna wieś Kluczkowice.
W roku 1543 na nowo wykarczowanych polach lokowano miasto Kluczkowice alias Wrzelowiec.

## Pałac Kleniewskich
- pałac z końca XIX wieku, który był dawniej ośrodkiem dóbr ziemskich rodziny Kleniewskich. Pałac w stylu eklektycznym zbudowano w końcu XIX wieku wg projektu arch. Konstantego Wojciechowskiego. Zachowała się w nim unikatowa biblioteka w stylu zakopiańskim zaprojektowana przez Stanisława Witkiewicza i wykonana przez górali[12]. Pałac otoczony jest parkiem krajobrazowym łączącym się z lasem. W 1871 r. dobra Kluczkowice zostały kupione od spadkobierców Kazimierza Wydrychiewicza przez Franciszka Kleniewskiego i jego synów, z których Jan osiadł w Kluczkowicach, a Władysław w niedalekim Niezdowie. Jan Kleniewski zbudował kilka zakładów przemysłowych (m.in. cukrownię „Zagłoba” we Wrzelowie i cukrownię w Opolu Lubelskim) oraz wybudował kolej wąskotorową. Po Janie Kleniewskim majątek odziedziczył jego syn Przemysław. Po wojnie II wojnie światowej w zespole pałacowym umieszczono najpierw technikum rolnicze, a potem szkołę ogrodniczą[12].
- park pałacowy z XIX wieku o powierzchni 13 hektarów. Park krajobrazowy oraz „ogród dochodowy” zaprojektowane zostały w latach 70. XIX w. przez Edmunda Jankowskiego[12].
- szkoła przypałacowa z XIX wieku
- stajnia z wozownią z XIX wieku

## Zamek w Kluczkowicach
W końcu XV lub w XVI stuleciu zbudowano w Kluczkowicach niewielki prywatny zamek, a jego fundatorami byli Wrzelowscy lub kolejni właściciele tego miejsca, Słupeccy. Wewnątrz obwodu murów obronnych znajdował się piętrowy pałac właścicieli i zabudowania gospodarcze. Obiekt rozebrano około połowy wieku XIX.  

## Urodzeni
- Mieczysław Bohdan Lepecki (ur. 16 listopada 1897, zm. 26 stycznia 1969 w Warszawie) – podróżnik, pisarz, publicysta, major piechoty Wojska Polskiego.